# TM4SF1
TM4SF1‏ (Transmembrane 4 L six family member 1) هوَ بروتين يُشَفر بواسطة جين TM4SF1 في الإنسان.